# Provinz Cunene
Cunene ist eine Provinz im südwestafrikanischen Angola.

## Lage
Die Provinz liegt im äußersten Süden des Landes. Sie grenzt an im Westen an die Provinz Namibe, im Norden an die Provinz Huíla, im Osten an die Provinz Cubango im Süden auf mehreren hundert Kilometern an das benachbarte Namibia und die dortigen Regionen Kunene, Omusati und Ohangwena. Die Provinz wird vom namensgebenden Fluss Kunene durchquert, der im weiteren Verlauf gleichzeitig die Grenze zu Namibia bildet.

## Geschichte
Wie in ganz Angola, so bestand auch in der heutigen Provinz Cunene die Urbevölkerung aus Khoisan bzw. San deren Lebensraum dann schrittweise von Bantuvölkern eingenommen wurde. Auf ihrem langsamen Vordringen aus nördlicher Richtung erreichten diese das Kunene-Gebiet vermutlich im 16. und 17. Jahrhundert. Aufgrund der geografischen und ökologischen Gegebenheiten kam es in der Region nie zu einer dichten Besiedlung. Immerhin war die Zahl der Kwanyama südlich und nördlich des Kunene im 18. Jahrhundert soweit angewachsen, dass sie eine recht stabile politische Einheit („Reich“) zu gründen vermochten, dessen Oberhaupt seinen Sitz im Bereich der gegenwärtigen Provinz Cunene hatte.
Im Rahmen des kolonialen Scramble for Africa interessierte sich für das Kunenegebiet nicht nur Portugal, sondern auch England und Deutschland. Letzteres erhielt auf der Berliner Konferenz 1880 das Territorium des heutigen Namibia zugesprochen, das zur deutschen Kolonie Südwestafrika wurde. Nordgrenze dieses Territoriums war/ist der Kunene. Portugal, das im Süden des heutigen Angola bis dahin noch relativ wenig Präsenz gezeigt hatte, beeilte sich daraufhin, das Gebiet bis zum Kunene zu erobern. Dies gelang ihm jedoch nur durch wiederholte militärische Feldzüge, gegen den erbitterten Widerstand der Kwanyama, die 1904 die Portugiesen in der Schlacht an der Pembe-Furt zunächst noch hatten abwehren können. Am Anfang des Ersten Weltkriegs war die Provinz zwischen Deutschen und Portugiesen umkämpft. Erst Mitte der 1920er Jahre befand sich die heutige Provinz Cunene unter gesicherter kolonialer Kontrolle, wenn sich auch bereits vorher die portugiesische Präsenz deutlich verstärkt hatte.
Die dortige Bevölkerung konnte allerdings im Wesentlichen ihre Lebensweise unverändert fortsetzen. Die Tatsache, dass der Kunene nun zur Grenze zwischen Besitzungen zweier unterschiedlicher Kolonialmächte geworden war, hinderte die Kwanyama Angolas nicht daran, weiterhin (und bis heute) recht enge Verbindungen mit denen am Südufer des Kunene aufrechtzuerhalten.
Während der ersten Hälfte des 20. Jahrhunderts wurde auch die Bevölkerung des damaligen Distrikts Cunene in das Kolonialsystem einbezogen. Dies erfolgte vor allem auf dem Wege über das Handelsnetz, mit dem die Portugiesen ihre ganze Kolonie überzogen. Gleichzeitig kam es zu einer Missionierung durch die katholische Kirche. Die Ovambo Namibias wurden vornehmlich durch die lutheranische Kirche missioniert, sodass es auch in der Provinz Cunene – als einziger Region Angolas – eine lutheranische Bevölkerungsminderheit gibt, die ins Gewicht fällt. Die lutheranische Kirche war nicht in das portugiesische Kolonialsystem eingebunden und einer administrativen Erfassung, die gegen Mitte des 20. Jahrhunderts die Erhebung von Steuern ermöglichte. Zu einer Abwanderung in die Städte und/oder in die Lohnarbeit, die im mittleren und nördlichen Angola gang und gäbe wurde, kam es hier jedoch nur in vergleichsweise geringem Ausmaß.
Die Volksgruppen im Distrikt Cunene nahmen nur in ganz geringem Maße am Portugiesischen Kolonialkrieg 1961–1974 teil. Sie erreichten gegen Ende dieser „spätkolonialen“ Phase allerdings, dass der Kolonialstaat in ihrem Gebiet die Bemühungen um Entwicklung, so auf schulischem Gebiet, etwas verstärkte. Auch am bewaffneten Konflikt unter den Unabhängigkeitsbewegungen, zunächst 1974–1975 bis zur Unabhängigkeit, dann 1975–2002 im Bürgerkrieg in Angola, nahmen sie nur am Rande teil.
Während des Unabhängigkeitskampfes um Namibia fanden allerdings zahlreiche politische Flüchtlinge, meist Anhänger der SWAPO, Schutz und Versorgung in der Provinz, was dazu führte, dass dort auch immer wieder Truppen aus Südafrika einfielen. Bewaffnete Zusammenstöße zwischen diesen und angolanisch-kubanischen Truppen fanden zur damaligen Zeit im Raum Xangongo und rund um Calueque statt. Der damals noch unfertige Staudamm, eine Investition mit südafrikanischen Kapital und ein Teil des Cunene-Projekts, wurde durch südafrikanische Truppen gesichert, bei einem Luftangriff kubanischer Kampfflugzeuge jedoch zerstört und lange nicht wieder aufgebaut. Die Instandsetzung ist inzwischen begonnen worden, die volle Betriebsfähigkeit ist für 2015 vorgesehen.
Seit der Unabhängigkeit Angolas und Namibias, besonders seit Ende des Bürgerkriegs in Angola 2002, haben die Kwanyama ihre Verbindungen nach Namibia hinein erneut verstärkt, nicht zuletzt durch den Verkauf von Vieh zum Erwerb von Fertigprodukten, die in Angola nicht oder nur teurer zu erhalten waren/sind.
Mit dem politischen Regime in Angola haben die Hirtenbauern der Provinz in einigen Gebieten ein erhebliches Problem, weil dort von Militärs, Politikern oder Unternehmern ausgedehnter Landbesitz erworben und mit Zäunen umgeben wurde, was Routen für die Wanderungen der Viehherden (Transhumanz) abschnitt und damit die Lebensgrundlage der dortigen Bevölkerung ernsthaft bedroht. Dieses Problem stellte sich schon zur Kolonialzeit, als – vor allem ab der Mitte des 20. Jahrhunderts – weißen Siedlern große Landflächen zur Viehzucht zugesprochen wurden. Dass dies große ökologische, wirtschaftliche und soziale Probleme schafft, war schon damals bekannt. Diese Erkenntnisse wurden jedoch weder vor noch nach der Unabhängigkeit zur Leitlinie der in der Provinz verfolgten Politik. Stattdessen verfolgt die Regierung, im Einklang mit der weltwirtschaftlich vorherrschenden Richtung, eine Internationalisierung der regionalen Wirtschaft. So soll die angestrebte Sonderwirtschaftszone Zona Económica Especial (ZEE) zusammen mit der in Kürze fertiggestellten Straßenverbindung nach Namibia den grenzüberschreitenden Handel erleichtern, und eine Vielzahl Industriebetriebe ansiedeln, darunter Betriebe zur Weiterverarbeitung von Zuckerrohr.

## Verwaltung
Die Provinz Cunene ist 89.342 km² groß, Hauptstadt ist Ondjiva (teilweise auch N’jiva geschrieben, zu Kolonialzeiten Vila Pereira de Eça) mit gut 10.000 Einwohnern (Berechnung 2006). Eine weitere Stadt ist Xangongo. In Santa Clara befindet sich der größte Grenzübergang zu Namibia.
Folgende Kreise (Municípios) liegen in der Provinz:
- Cahama
- Cuanhama
- Curoca
- Cuvelai
- Namacunde
- Ombadja

## Bevölkerung
Die Provinz Cunene hat rund 1.157.500 Einwohner (Schätzung 2019). Die Volkszählung 2014 ergab 990.087 Einwohner.
Der größte Teil der Bevölkerung gehört zum Volk der Ovambo. Aufgrund ihres zahlenmäßigen Gewichts ist die Gruppe der Kwanyama (portugiesisch: Cuanhama) mit Abstand die bedeutendste. In der Provinz lebe auch eine Reihe von Minderheitsgruppen, die nicht zu den Ovambo gehören. Die Hinda werden der Kategorie der Nyaneka-Nkhumbi zugerechnet, haben sich aber in ihrer Lebensweise den Ovambo angepasst. Verstreute Chokwegruppen unterscheiden sich dadurch, dass sie sich auf den Ackerbau (sowie natürlich Kleintierzucht) beschränken. Restgruppen der zu den Khoisan gehörigen San (in der Kolonialzeit als „Buschmänner“, portugiesisch „bosquímanos“ bezeichnet), überleben durch Jagd und Sammeln. Bis auf die letzteren gehören alle Volksgruppen der Provinz zu den Bantu.

## Wirtschaft
Die Bevölkerung besteht ganz überwiegend aus Hirtenbauern, die also im Wesentlichen von ihren Rinderherden leben und zusätzlich ein gewisses Maß an Landwirtschaft für den Eigenverbrauch betreiben, außerdem etwas Kleintierzucht. Da aufgrund der Bodenbeschaffenheit und zeitlich jeweils begrenzter Regenfälle die Weideflächen nicht sehr ergiebig sind, müssen die Herden zyklisch bestimmter ausgedehnter Routen entlang getrieben werden. Es gibt Eisen- und Kupfererzvorkommen.
Ondjiva kommt langsam aus einer langen Phase der Stagnation heraus. Die Stadt lebt im Wesentlichen von Handel und Dienstleistungen. Seit der Kolonialzeit ist sie Bischofssitz einer katholischen Diözese. Seit 2009 gibt es dort ein kleines Campus der Universität Mandume, deren Hauptsitz Lubango ist.
In der Provinz Cunene liegt der 6600 km² große Mupa Nationalpark, der nicht zuletzt als Anziehungspunkt für Tourismus gedacht ist, diese Funktion jedoch – aufgrund der Folgen des Bürgerkriegs in Angola – bisher kaum erfüllt. Die Ruacanafälle liegen an der Grenze zu Namibia.

## Dürre
Die Provinz wird in den letzten Jahren aufgrund des Klimawandels von langen Dürreperioden geplagt. Davon sind 880.000 Menschen sowie 1,1 Mio. Stück Vieh betroffen. Die Staatsregierung billigte im April 2019 Finanzmittel in Höhe von 200 Mio. US-Dollar für die Errichtung von zwei Staudämmen, einen am Fluss Cuvelai in Calucuve mit einer Kapazität von 100 Mio. Kubikmeter Wasser und einen am Fluss Caiundo in Ndue mit einer Staumauer von 26 Meter Höhe und einer Kapazität von 145 Mio. Kubikmeter Wasser, sowie den Bau von Kanälen für die Weiterleitung des Wassers in die Gebiete um Ondjiva und Namacunde.